# Минусински рејон
Минусински рејон (рус. Минусинский район) је општински рејон у јужном делу Краснојарске Покрајине, Руске Федерације.
Административни центар рејона је градић Минусинск (рус. Минусинск), који не улази у састав рејона, већ има статус градског округа.
Минусински рејон се налази у јужном делу Краснојарске Покрајине, на десној обали реке Јенисеј, у централном делу басена Минусинске увале. Рејон је познат као једно од најбоље посећених туристичких дестинација у покрајини. Ово проистиче из чињенице да је рејон богат многим језерима, од којих су најпознатија: Тагарско, Велики и Мали Кизикул, као и неколико мањих језера, а која су позната по лековитости јсвоје воде. 
Рејон је богат и рекама, од којих су најпознатије: Туба, Лугавка, Тесинка и Минусинка.
Суседни територије рејона су:
- север: Краснотурански рејон;
- североисток: Курагински рејон;
- југоисток: Каратушки рејон;
- југ: Шушјенски рејон;
- југозапад и запад: Република Хакасија.

Укупна површина рејона је 3.185 km².
Укупан број становника рејона је 26.205 (2014).